# جوزف آلبرت بریتون
جوزف آلبرت بریتون (انگلیسی: J. A. Britton؛ ۱۸۳۹  – 1929 ) معمار اهل ایالات متحده آمریکا بود.